# Holomelia crinita
Holomelia crinita är en skalbaggsart som beskrevs av Brenske 1900. Holomelia crinita ingår i släktet Holomelia och familjen Melolonthidae. Inga underarter finns listade i Catalogue of Life.